# Charles d'Orléans de Rothelin
Charles d'Orléans de Rothelin (5 août 1691 à Paris - 17 juillet 1744) est un homme d'Église, homme de lettres, numismate et théologien français.

## Biographie
Descendant de Dunois et rejeton de la famille d'Orléans-Rothelin, il hérite en 1717 de sa tante, la duchesse d'Elbeuf Françoise de Montault (1653–1717), morte sans descendance directe. Il accompagne en 1723 le cardinal de Polignac à Rome et fait partie de sa suite lors du conclave qui débouche sur l'élection de Benoît XIII comme pape.
En 1726, il reçoit en prébende l'Abbaye Notre-Dame de Cormeilles, qui lui apporte 12 000 livres par an. À sa nomination, l'abbaye était fort délabrée et ne comptait guère que deux moniales, mais ses bailliages d'Angleterre étaient des plus lucratifs. Le couvent vit ses effectifs remonter jusqu'à 11 religieuses à la mort de l'abbé.
Il était tenu pour l'un des plus savants bibliophiles de son temps et possédait un important cabinet de médailles. Il est l'auteur d'un ouvrage intitulé Observations et détails sur la collection des grands et des petits voyages (1742). Il a été élu membre de l'Académie française en 1728.
Voltaire recherchait sa protection et pria en 1733 l'abbé Rothelin d'appuyer la publication en France de ses Lettres philosophiques ; las, Rothelin estimait que le pamphlet de Voltaire ne passerait la censure royale que moyennant la suppression de certains passages, et en effet, l'ouvrage fut condamné par la Sorbonne et Voltaire interdit de séjour. Voltaire n'en dédia pas moins un poème à son protecteur :

« Cher Rothelin, vous fûtes du voyage,

Vous que le goût ne cesse d’inspirer,
 
Vous dont l’esprit si délicat, si sage,
 
Vous dont l’exemple a daigné me montrer
 
Par quels chemins on peut sans s’égarer
 
Chercher ce goût, ce dieu que dans cet âge
 
Maints beaux-esprits font gloire d’ignorer. »

— Voltaire, Œuvres, vol. XII

### L’Anti-Lucrèce
Le cardinal de Polignac a légué le manuscrit d'une réfutation en vers latins de Lucrèce, que l'abbé de Rothelin, déjà fort malade, l'avait prié en 1741 d'éditer. Rothelin mourut en effet en 1744, sans avoir pu mettre la dernière main à son long poème. Il devait revenir au latiniste Charles Le Beau de parachever ce travail, qu'il fit imprimer en 1747 à Paris (Anti-Lucretius sive De Deo et Natura) : l'édition originale en latin ne connut pas moins de 15 éditions en 20 ans, et fut traduite en français, en italien, en anglais et en allemand.